# Викхофф, Франц
Франц Викхофф (нем. Franz Wickhoff; 7 мая 1853[…], Штайр, Верхняя Австрия — 6 апреля 1909[…], Венеция) — австрийский историк искусства, один из самых известных представителей венской школы искусствознания.

## Биография
Викхофф происходил из состоятельной буржуазной семьи Верхней Австрии. Он изучал историю искусств в Венском университете под руководством Рудольфа Айтельбергера и Морица Таузинга.
В 1877—1879 годах он изучал филологическое и критическое источниковедение в Институте австрийских исторических исследований. Франц Викхофф был также увлечён классической археологией. В 1880 году он получил докторскую степень, защитив диссертацию «Рисунок Дюрера, основанный на античности» (Eine Zeichnung Dürers nach der Antike).
С 1879 по 1895 год он был хранителем коллекции тканей в Австрийском музее искусства и промышленности (Österreichischen Museum für Kunst und Industrie), где познакомился с Джованни Морелли и заинтересовался его теориями знато́ческой атрибуции произведений искусства. В 1882 году Викхофф начал преподавать в Венском университете, сначала в должности приват-доцента, в 1885 году он стал экстраординарным профессором, а в 1891 году — ординарным профессором.
Франц Викхофф на протяжении многих лет страдал от хронических болезней, он неожиданно скончался в 1909 году во время пребывания в Венеции. Похоронен на кладбище острова Сан-Микеле.
Среди его учеников были многие известные историки искусства. Среди них: Макс Дворжак, Вильгельм Кёлер, Эрика Титце-Конрат, Ганс Титце.
В 1921 году в 15-м округе Вены (Рудольфсхайм-Фюнфхаус) его именем была названа улица: Викхоффгассе. На доме, где он родился, установлена мемориальная доска.

## Научная деятельность
Основной задачей своей профессиональной деятельности Франц Викхофф считал постановку изучения истории искусства на точную научную основу. На первом этапе своей работы Викхофф считал образцовым «знато́ческий метод» Джованни Морелли, с помощью которого, как ему представлялось, можно было исправить ряд неверных атрибуций и подвести их под систематические основания. Викхофф заявил о своей поддержке метода Морелли и стремлении развить его в «сравнительную теорию стиля».
Помимо строго методического исследования самого произведения искусства, для Викхоффа не менее важно было учитывать место произведения в культурно-историческом и общенаучном контексте. Это отражено в его многочисленных эссе, особенно об искусстве эпохи Возрождения. В работах Франца Викхоффа также ощущается заочная полемика с теориями Алоиза Ригля. Ригль и Викхофф, как отмечал Жермен Базен, «Были почти ровесниками. Оба возглавляли кафедры в Венском университете, причём Ригль занял эту должность позднее, чем Викхофф, так как поначалу работал в музеях. Оба занимали различные теоретические позиции, однако сходились в главном: в своём интересе к искусству Рима». Далее Базен замечает: опровержением господствовавшего в то время представления о римском искусстве «как об испорченном искусстве Греции и занялись Викхофф и Ригль».
В 1895 году Викхофф опубликовал свою главную работу «Венский Генезис» (Die Wiener Genesis). В качестве названия своего сочинения Викхофф выбрал наименование раннехристианского иллюминированного кодекса книги Бытие (учёный датировал его IV веком, позднее его атрибутировали VI веком; само название возникло по сюжету и по месту хранения в Венской национальной библиотеке). Викхофф опубликовал манускрипт в 1895 году вместе с филологом, а затем и министром просвещения Австрии, Вильгельмом фон Хартелем.
В своей работе Викхофф впервые рассмотрел развитие римского искусства от времён Августа до Константина I Великого в качестве своеобразного феномена, принципиально отличного от искусства античной Греции. Книга имела большое значение для признания как «высокого имперского» римского искусства, так и для позднеантичного и раннехристианского искусства, которые со времени И. И. Винкельмана считались упадочными. Это также подогрело вражду между Риглем и Викхоффом, с одной стороны, и Йозефом Стржиговским, с другой, имевшими собственные концепции в отношении истоков позднего античного искусства.
Однако у Викхоффа и Ригля многие моменты совпадают, в частности, стадии развития стиля: от натурализма к идеализации и последующему «импрессионизму»; за «возрождением классики» неизменно следует реакция. В качестве различия западного и восточного путей развития искусства Викхофф приводил сравнение канонической иконографии Богоматери в Византии и многообразия изображений Мадонны на Западе.
Франц Викхофф продемонстрировал глубокое понимание современного искусства; в отличие от большинства его академических коллег, он публично защищал произведения Густава Климта, которые в 1900 году вызвали общественный скандал.
Викхофф сам занимался живописью и пробовал свои способности в литературном творчестве. Благодаря своей бескомпромиссной научной позиции он стал фактическим основателем Венской школы истории искусств. Его научный авторитет подтверждал альманах «Обзор истории искусства» (Kunstgeschichtliche Werbung), основанный в 1904 году. Самым важным результатом его собственных исследований стал каталог итальянских рисунков из коллекции графики венской Альбертины (1891—1892). Составленный Викхоффом каталог иллюминированных рукописей, хранящихся в Австрии, издан в 1905 году.

## Основные публикации
- Итальянские рисунки в Альбертине. Ежегодник художественно-исторических собраний Высочайшего Императорского Дома (Die italienischen Handzeichnungen der Albertina, in: Jahrbuch der kunsthistorischen Sammlungen des Allerhöchsten Kaiserhauses) 1891—1892
- Происхождение Вены (Die Wiener Genesis). Издание Вильгельма фон Хартеля и Франца Викхоффа. Ежегодник художественно-исторических Высочайшего Императорского Дома (Jahrbuch der kunsthistorischen Sammlungen des Allerhöchsten Kaiserhauses). 1895
- Об исторической однородности всего развития искусства (Über die historische Einheitlichkeit der gesamten Kunstentwicklung, in: Festgaben für Büdinger). 1898
- Обзор истории искусства (Kunstgeschichtliche Anzeigen). 1904—1909
- Описательный справочник иллюминированных рукописей в Австрии (Beschreibendes Verzeichnis der illuminierten Handschriften in Österreich). 1905
- Работы Франца Викхоффа, изданные Максом Дворжаком (Die Schriften Franz Wickhoffs, hrsg. von Max Dvořák). В 2-х т. 1912—1913